# 堀久作

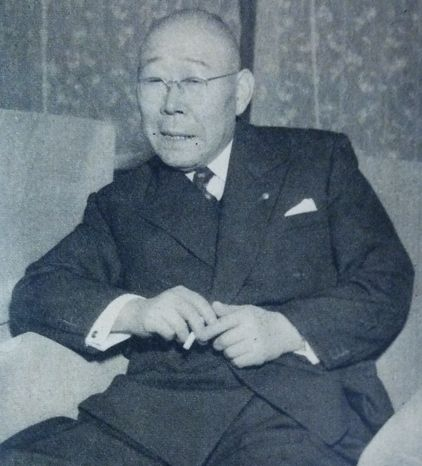
1955年

堀 久作（ほり きゅうさく 1900年（明治33年）7月8日 - 1974年（昭和49年）11月14日）は、日本の実業家。映画会社・日活社長。

## 経歴
東京府人の堀久七の長男として生まれたが、8歳のとき父を亡くす。
父の死後、母親ふさ（富山県の平家の娘、元治元年7月生）一人の手で育てられ、そのうえ財産といって別にあったわけではないから生活は楽でなかった。親はささやかな荒物商を営んで久作を学校へ通わせた。苦学の末、大倉高商（現・東京経済大学）を出てから東北の小さな炭鉱の会計に入った。
山王会館専務を経て日活へ。日活の経営に携わるきっかけとなったのが、『東京瓦斯』(現『東京ガス』)の常務取締役など二十数社の役員を務めていた尊敬する経済界の重鎮・松方乙彦（元総理大臣・松方正義の息子）の言葉である。1934年7月、仕事で渡米していた松方は、軽井沢の『万平ホテル』に堀を呼び出す。後に堀は、自身の著書で次のように記している。「私にすぐ来いというので出かけると『堀、私はひとつ日本で映画事業をやりたいと思う。米国へいってみると文化事業のうちでは新聞、ラジオ、映画が非常に発達している。日本では新聞とラジオはやや発達しているが映画はほとんど問題にならぬ。いま日活という会社がごたごたしているが、あれを引受けたらどうだろう』といわれた」
1945年、社長に挙げられる。1953年、江の島水族館、1955年、日活不動産、1960年、天城カントリー倶楽部、小倉日活会館各社長に就任。また、1957年、日本教育テレビ（現・テレビ朝日）取締役に就任。
1974年11月14日に死去。

## 人物像
- 趣味は囲碁、ゴルフ[2]。宗教は曹洞宗[2]。住所は東京都千代田区平河町[2]。東京都千代田区在籍[2]。

- 日活の歴史に詳しい映画評論家の松島利行によれば「堀は経営を担当し、あまり撮影現場には口を出しませんでした[6]。俳優の発掘や映画製作を担ったのは、『自分の体を切ると日活の血が出てくる』と語っていた常務取締役の江守清樹郎です[6]。このコンビがうまく機能したことで、日活は全盛期を迎えたのでしょう[6]。」という。

- 1964年、石原プロと三船プロが共同制作で『黒部の太陽』制作を発表すると、五社協定を盾に強く反対する。しかし、三船との面談で「関西電力が映画の前売り券100万枚（当時の相場で3億5千万相当）の販売を保証してくれるが、配給を日活でどうか」と提案を受けると、方針を転換。周囲に苦しい説明をしつつも、石原裕次郎の出演を認めた。[10]

## 家族・親族

### 堀家
（東京都千代田区平河町）
妻は茨城県の椎塚政吉の長女とめ子。
長男は元日活社長堀雅彦（1931年7月27日 - 1988年5月29日）、次男は芳彰。雅彦の妻（義娘）は江の島水族館・新江ノ島水族館・アクア・トトぎふ館長で江ノ島マリンコーポレーション代表取締役会長の堀由紀子、孫に江の島ピーエフアイおよび江ノ島マリンコーポレーション代表取締役社長の堀一久がいる。